# WVU Coliseum
Le West Virginia University Coliseum ou WVU Coliseum est une salle omnisports située sur le campus de la West Virginia University à Morgantown en Virginie-Occidentale.
C'est le domicile des équipes masculine et féminine de basket-ball de l'université (Mountaineers de West Virginia), de l'équipe féminine de volley-ball, du catch et de la gymnastique. Le WVU Coliseum a une capacité de 14 000 places.

## Galerie

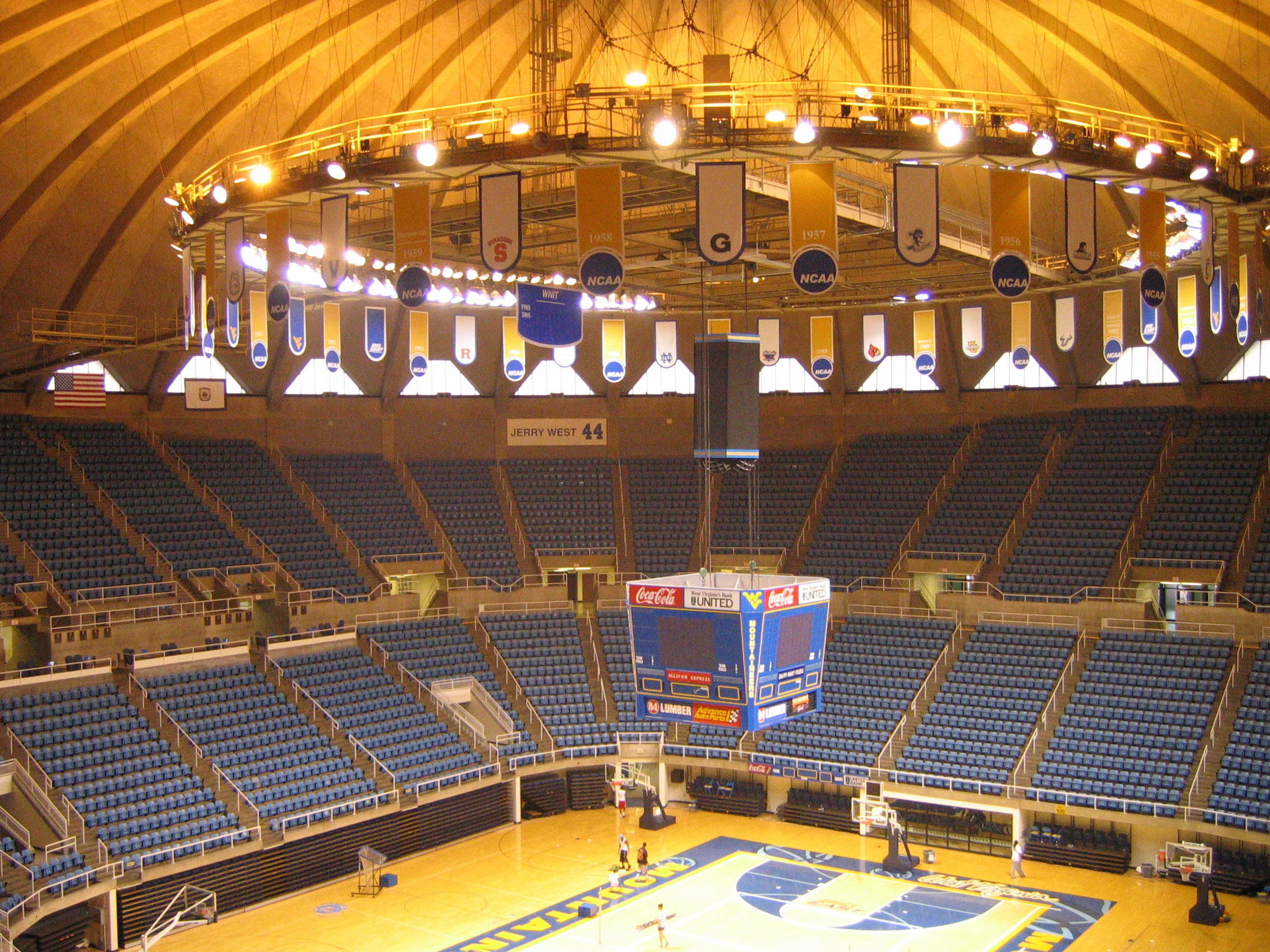